# Hydrophorus maculipennis
Hydrophorus maculipennis är en tvåvingeart som beskrevs av Van Duzee 1926. Hydrophorus maculipennis ingår i släktet Hydrophorus och familjen styltflugor. Inga underarter finns listade i Catalogue of Life.